# Little Boy
Little Boy (lille dreng) var kodeordet for den atombombe, som USA kastede over Hiroshima, Japan den 6. august 1945 klokken 8:15. Det var den første af kun to atombomber, der nogensinde er brugt i krig. Den anden var Fat Man, som tre dage senere blev detoneret over Nagasaki. Little Boy blev kastet af B-29 Superfortress bombeflyet Enola Gay, fløjet af major Paul Tibbets.
Little Boy var den anden atombombe i historien, som er blevet bragt til sprængning. Den første var Trinity, der blev testet i New Mexico, USA 16. juli samme år.
Little Boy var 3 meter lang og 71 cm i diameter. Den vejede 4000 kg, hvoraf de 64 kg var uran (U-235).

## Bombningen af Hiroshima
Se hovedartiklen Atombomberne over Hiroshima og Nagasaki for mere information
Bomben blev armeret om bord på flyet, ca. 9600 meter over byen. Af sikkerhedsmæssige årsager var armeringsboltene blevet afmonteret under den første del af flyveturen. Der havde været flere B-29 Superfortress fly, der styrtede ned under starten og man ville ikke risikere, at bomben skulle detonere på den amerikanske flybase, hvis Enola Gay skulle styrte ned. Det hjalp heller ikke at Enola Gay fløj med overvægt. Bomben blev kastet klokken 8:15 og detonerede i en højde af ca. 580 meter.
Little Boy havde en sprængkraft på 13 – 16 kiloton (kilderne varierer), og var dermed ikke nær så kraftig som Fat Man (ca. 21 kiloton). Den officielle sprængkraft for Little boy var på 15 kilotons TNT, svarende til 6,3 × 1013 joule = 63 TJ (terajoule) . Alligevel var skaderne og antallet af omkomne langt større, end det var i Nagasaki efter Fat Man. Det hænger sammen med, at Hiroshima er fladt terræn, mens hypocenteret (det punkt på jorden der ligger lige under centrum af eksplosionen) i Nagasaki var i en lille dal, som "absorberede" meget af energien fra eksplosionen.
Ca. 70.000 mennesker døde som følge af eksplosionen i Hiroshima, og et tilsvarende antal blev såret. Mange flere døde senere af strålingsrelaterede sygdomme på grund af det radioaktive nedfald. I alt regner man med, at ca. 135.000 mennesker mistede livet som følge af bombesprængningen . Mange gravide mistede deres børn, eller fødte børn med svære misdannelser.

## Teknologi
Little Boy var designet efter pistol-metoden (også kaldet kanon-metoden), hvor man ved hjælp af sprængstof skyder en U-235 kerne (der har en masse, som er mindre end den kritiske masse), ind i tre U-235-ringe, som derved bliver forenet til en kerne, der har en masse et godt stykke over den kritiske, for derved at sætte kædereaktionen i gang. Af de 64 kg uran bomben indeholdt, fissionerede ca. 700 g.
Da Little Boy blev bragt til eksplosion, var det første gang en uranbombe blev detoneret. Den første atombombe; Trinity, var en plutonium-bombe. Grunden til at man ikke først testede en uranbombe var, at man følte sig sikker på at den ville virke. Man havde tidligere udført kontrollerede forsøg med spaltninger af U-235, og princippet bag teknikken var så simpelt, at man ikke fandt en test nødvendig. En anden grund var, at man kun havde begrænsede mængder U-235, og at militæret var utålmodigt. En test ville have udskudt angrebet på Hiroshima, indtil man havde fået produceret nok ny uran.
Denne type atombombe er siden hen kun brugt i eksperimenter, og ikke til egentlige våben. Det er simpelthen for farligt. Et simpelt styrt ville kunne skubbe urankernen ind i modtagerringene, og derved resultere i enten et dødeligt strålingsudslip, eller en egentlig detonation. Et styrt over havet ville være endnu farligere, eftersom vand i det elektriske kredsløb kunne resultere i en kortslutning, og derved føre til en detonation. I stedet gik man over til implosions-metoden, som også Fat Man blev konstrueret ud fra.
|  | 1. Stabiliserende halefinner 2. halekonus 3. Luftindtag 4. Lufttryksdetonatorer 5. Blyskjold 6. Detonatorarm 7. Detonatorhoved 8. Konventionel sprængladning af cordit 9. Uran-235 "kugle" (ca. 24 kg, 16 cm lang, 10 cm I diameter) 10. Kanonløb (ikke tegnet i skala: det var180 cm langt, men en indre diameter på 10 cm) 11. Uran-235 "ring" (ca. 36 kg) 12. Afstandsmåler 13. Armeringsbolte |